# Living with War
Living With War é um álbum de Neil Young lançado em 2006. As letras, os títulos e o conceito primam pela luta contra o governo de George W. Bush, então presidente dos Estados Unidos e contra a indiferença que os estadunidenses mostravam ao mundo que os rodeia.

## Faixas
1. "After the Garden" – 3:23
2. "Living With War" – 5:04
3. "The Restless Consumer" – 5:47
4. "Shock and Awe" – 4:53
5. "Families" – 2:25
6. "Flags of Freedom" – 3:42
7. "Let's Impeach the President" – 5:10
8. "Lookin' For a Leader" – 4:03
9. "Roger and Out" – 4:25
10. "America the Beautiful" – 2:57